# Gadinae
Sous-famille
Les Gadinae sont une sous-famille de poissons de la famille des Gadidae.

## Systématique
Le terme Gadinae a été repris par Bonaparte en 1831 sur la base de la définition que Rafinesque avait faite sur les Gadini en 1810.

## Liste des genres
- Arctogadus Dryagin, 1932
- Boreogadus Günther, 1862
- Eleginus Fischer, 1813
- Gadiculus Guichenot, 1850
- Gadus Linnaeus, 1758 — morue
- Melanogrammus Gill, 1862 - aiglefin
- Merlangius Geoffroy, 1767 — merlan
- Microgadus Gill, 1865 — poulamon
- Micromesistius Gill, 1863
- Pollachius Nilsson, 1832
- Theragra Lucas in Jordan & Evermann, 1898
- Trisopterus Rafinesque, 1814